# Otto Eckstein
Otto Eckstein (geboren 1. August 1927 in Ulm; gestorben 22. März 1984 in Boston) war ein US-amerikanischer Ökonom und Hochschullehrer deutscher Herkunft.

## Leben
Otto Eckstein war ein Sohn des Kaufmanns Hugo Eckstein und der Hedwig Pressburger, sein Bruder Bernard Eckstein (1923–2017) wurde Chemiker. Die jüdische Familie floh 1938 aus dem nationalsozialistischen Deutschland. Sie kamen zunächst nach Großbritannien und erreichten 1939 die USA. Er erhielt 1945 die US-amerikanische Staatsbürgerschaft. Von 1946 bis 1947 leistete er Wehrdienst im Signal Corps der U.S. Army.
Eckstein studierte Ökonomie an der Princeton University mit einem Abschluss als Bachelor of Arts und wechselte an die Harvard University, wo er 1955 bei Arthur Smithies promoviert wurde. Dort wurde er 1955 Instructor, 1957 Assistant Professor, 1960 Associate Professor und 1963 Full Professor. Er war ökonomischer Berater von US-Präsident Lyndon Baines Johnson und von 1964 bis 1966 Mitglied des Council of Economic Advisers. In der Konjunkturforschung plädierte er für das 1975 von Robert J. Gordon vorgeschlagene Konzept der Kerninflation und entwickelte dieses weiter. Eckstein wurde 1967 Mitglied der American Academy of Arts and Sciences und 1975 Fellow der American Statistical Association.
Im Jahr 1969 gründete er mit Donald B. Marron Sr. das Datenunternehmen Data Resources (DRI), das sich als weltweit größtes privates Unternehmen für Wirtschaftsdaten etablierte, seine Beteiligung veräußerte er 1979 für mehr als 100 Millionen USD, das Unternehmen wurde 2008 Teil von IHS Markit. 
Eckstein war verheiratet und hatte drei Kinder. 

## Schriften (Auswahl)
- Water and Resource Development. 1958
- Staff Report on Employment, Growth and Price Levels. 1959
- James Stemble Duesenberry; Gary Fromm; Otto Eckstein: A Simulation of the U.S. Economy in Recession. 1960
- Thomas A. Wilson; Otto Eckstein: The Determination of Money Wages in American Industry. 1962
- Gary Fromm; Otto Eckstein: The Price Equation. 1968
- Roger Brinner; Otto Eckstein: The Inflation Process in the United States. 1972
- (Hrsg.): Econometrics of Price Determination.
- Econometric Models and the Formation of Business Expectations. 1976
- The Great Recession. 1978
- James A. Girola; Otto Eckstein: Long-Term Properties of the Price-Wage Mechanism in the United States, 1891 to 1977. 1978
- Public Finance. 1979
- Core inflation. 1981
- The DRI Model of the U.S. Economy.